# Druk Gjalpo
Druk Gjalpo (dzongkha འབྲུག་རྒྱལ་པོ་, latinizirano: Druk, dob. 'zmajev kralj, 'Kralj Butana'') je vodja države Butan. V jeziku Dzongkha je Butan poimenovan kot Drukjul, kar v prevodu pomeni 'Dežela rjovečega zmaja'. Tako so kralji Butana imenovani kot Druk Gjalpo ('Zmajski kralj'), Butanci pa sebe imenujejo Drukpa, kar pomeni »Zmajsko ljudstvo«.
Sedanji vladar Butana je Džigme Kesar Namgjel Vangčuk, 5. Druk Gjalpo. Nosi Krokarjevo krono, ki je uradna krona butanskih kraljev. Pravilno se imenuje Mi'vang 'Ngada Rimpoče ('njegova visokost') in naslavlja Ngada Rimpoče ('vaša visokost').
Kralj Džigme Kesar je drugi najmlajši vladajoči monarh na svetu. Na prestolu je nasledil svojega očeta Džigmeje Singjeja Vangčuka, ki je abdiciral v njegovo korist 6. novembra 2008.

## Lista Druk Gjalp
Dedni Zmajevi kralji Butana:
- Ugjen Vangčuk (Wangchuck) (1. Druk Gjalpo)
- Džigme Vangčuk (2. Druk Gjalpo)
- Džigme Dordži Vangčuk (3. Druk Gjalpo)
- Džigme Singje Vangčuk (4. Druk Gjalpo)
- Džigme Kesar Namgjel Vangčuk (5. Druk Gjalpo)